# 茨城町立葵小学校
茨城町立葵小学校（いばらきちょうりつあおいしょうがっこう）は、茨城県東茨城郡茨城町長岡にある公立小学校。

## 概要
- 本校は、茨城町の小学校再編計画により、石崎・広浦・長岡第二の3小学校が統合して開校した。なお、校舎は、長岡第二小学校の校舎を継続使用する[1]。

## 沿革
- 2016年（平成28年）
  - 4月1日 - 開校[1]。
  - 4月6日 - 開校式挙行[2]。

## 校歌
- 作詞・作曲 - マシコタツロウ（音楽家）[2]

## 通学区域と進学先中学校
出典

### 通学区域
- 大字長岡（一部）
- 大字上石崎（全域）
- 大字中石崎（全域）
- 大字下石崎（全域）
- 大字若宮（全域）

### 進学先中学校
- 茨城町立明光中学校

## 周辺
- 茨城町立葵小学校ことばの教室 - 同一建物内
- 社会福祉法人泰仁会桜の郷元気ひたちの長岡（老人福祉施設）
- 山田車体工業水戸工場
- 茨城町役場都市建設部水道課（水道事務所）
- 茨城県道180号長岡水戸線
- 国道6号線水戸バイパス
- 茨城県道40号内原塩崎線
- 国道6号線水戸バイパス沿いには、DCM茨城町店などのロードサイド店も点在。

## アクセス
- 関東鉄道バス「イオンタウン水戸南線」で、「矢頭南」停留所下車後、
  - 標柱番号1（県庁バスターミナル経由水戸駅行）から、徒歩約630m・約9分。
  - 標柱番号2（イオンタウン水戸南行）から、徒歩約450m・約7分。
    - なお、学校敷地からバス停留所まで、直線距離では340m〜440mほどだが、道路形状の関係に加え、水戸駅行停留所へは国道6号線を跨ぐ歩道橋を経由する必要があるため、やや遠廻りとなる。